# 库楚汗
库楚汗（？—约1605年）是西伯利亚汗国的末代可汗，1563年至1598年在位。
库楚汗是昔班的后代、伊巴克汗的孫子，他的父亲是穆爾塔扎王子。1554年，他与台不花別吉世系後裔的两名兄弟雅迪格爾（Yädegär）和別克布剌德争夺汗位，这两人都是俄罗斯的附庸。1563年，雅迪格爾被打败，库楚汗登基。庫楚汗作為一個虔誠的穆斯林，為在西伯利亞傳播伊斯蘭教做了很多工作。許多不想根據穆斯林法律自願接受割禮的人被迫通過武力這樣做，一些頑固抵抗的人被處決。新信仰的引入伴隨著多次起義。
1573年，库楚汗洗劫了彼尔姆地区，并数次对俄罗斯进行小型骚扰，使得俄罗斯决定支持哥萨克軍隊入侵西伯利亚。1582年，哥萨克首领叶尔马克·齐莫菲叶维奇入侵西伯利亚，击败库楚汗，占领了首都喀什里克（Sibir，今托博尔斯克附近）。库楚汗退入巴拉巴草原中，在接下来的数年里重整部众，于1584年8月6日夜对哥萨克发起突袭，杀死了叶尔马克及其大部分士兵，收复了首都。他试图收复叛乱地区，但因贵族抵抗而失败，被迫退往额尔齐斯河以南一带，试图在那里建立新的汗国来抵抗俄罗斯的入侵。
1594年，库楚汗袭击了托博尔斯克附近向俄罗斯缴纳牙萨克的鞑靼人。1598年，他在鄂毕河流域被Andrey Voyeykov大败，两个儿子被杀，另外五个儿子、八个妻子和八个女儿都被俘。库楚汗只身逃亡，從巴拉巴草原南下逃到諾蓋汗國。俄罗斯派遣一个穆斯林前去要求他投降，但最後被他拒絕了。他曾要求俄羅斯將额尔齐斯河畔的一小塊地區授予他統治，但沙皇不接受這條件，並提議願意提供給他在俄羅斯的莊園以及邀請他到莫斯科為沙皇服務，然而他表示不願屈服受辱而拒絕。他大约在1605年死于布哈拉汗國的布哈拉。
库楚汗的子女被带往莫斯科公国，仍被授予西伯利亚王子的头衔，他们的后人使用西比尔斯基为姓氏。他的一个儿子伊什木汗，后来与卡尔梅克汗国可汗和鄂尔勒克的女儿结婚。他的另一個兒子阿里·本·庫楚姆（阿里汗）的後代阿爾斯蘭·阿里、賽義德·布爾漢入主卡西姆汗國。